# Pucará (Azuay)
Pucará ist eine Ortschaft und die einzige Parroquia urbana im Kanton Pucará der ecuadorianischen Provinz Azuay. Sie ist Sitz der Kantonsverwaltung. Die Parroquia besitzt eine Fläche von 666,9 km². Die Einwohnerzahl der Parroquia betrug beim Zensus 2010 8215. Davon wohnten 911 Einwohner im Hauptort Pucará.

## Lage
Die Parroquia Pucará befindet sich im äußersten Westen der Provinz Azuay. Das Gebiet liegt an der Westflanke der Cordillera Occidental. Der knapp 3200 m hoch gelegene gleichnamige Hauptort befindet sich 63 km westsüdwestlich der Provinzhauptstadt Cuenca. Vom Hauptort führen zwei Nebenstraßen hinab in das weiter südlich gelegene Flusstal des Río Jubones, durch welches die Fernstraße E59 (Cuenca–Pasaje) führt. Die Parroquia Pucará wird im Süden vom Río Jubones sowie im Norden vom Río Gala begrenzt.
Die Parroquia Pucará grenzt im Osten an die Parroquias Shaglli und Santa Isabel (beide im Kanton Santa Isabel), im Süden an die Parroquia Abañín (Kanton Zaruma, Provinz El Oro), an San Rafael de Sharug, der einzigen Parroquia rural im Kanton Pucará, und an die Parroquia Uzhcurrumi (Kanton Pasaje, Provinz El Oro), im Westen an die Parroquia El Progreso (Kanton Pasaje, Provinz El Oro) und an die Parroquia Río Bonito (Kanton El Guabo, Provinz El Oro) sowie im Nordwesten und im Norden an die Parroquias Camilo Ponce Enríquez und El Carmen de Pijilí (beide im Kanton Camilo Ponce Enríquez).

## Geschichte
Im Jahr 1775, während der Kolonialzeit, wurde die kirchliche Pfarrei Pucará gegründet. Im Jahr 1808 kam es zur Gründung der zivilrechtlichen Parroquia im Kanton Cuenca. Im Jahr 1852 ging die Parroquia an den Kanton Girón über, im Jahr 1945 an den neu gegründeten Kanton Santa Isabel. Schließlich entstand am 25. Juli 1988 der Kanton Pucará. Der Ort Pucará wurde als Parroquia urbana dessen Verwaltungssitz.